# Spławy (Przeginia)
Spławy – część wsi Przeginia w Polsce, położona w województwie małopolskim, w powiecie krakowskim, w gminie Jerzmanowice-Przeginia.
W latach 1975–1998 Spławy administracyjnie należały do województwa krakowskiego.